# Vlastislav Hofman
Vlastislav Hofman (6. února 1884, Jičín – 28. srpna 1964, Praha) byl český architekt, urbanista, teoretik architektury, malíř, grafik, designér a scénograf.

## Život
Studoval architekturu a pozemní stavitelství na ČVUT v Praze v letech 1902 až 1907 u prof. Josefa Schulze, krajinářské kreslení u Jana Kouly a figurální kresbu u Adolfa Liebschera. Od roku 1918 byl členem skupiny „Tvrdošíjní“, kterou dále tvořili malíři J. Čapek, V. Špála, J. Zrzavý, R. Kremlička a O. Marvánek. V letech 1913-1927 byl rovněž členem Spolku výtvarných umělců Mánes.
Šlo o představitele kubistické architektury, na této stylové pozici zůstával poměrně dlouho. Teprve později se přiklonil k purismu a konstruktivismu. Jako zaměstnanec pražského Stavebního úřadu se spolu s Vladimírem Zákrejskem podílel na záchraně pražských bastionů v katastru Hradčan. Na Městském stavebním úřadu dosáhl funkce stavebního ředitele.
Projektoval například Jiráskův a Štefánikův most, lávky na Slovanský a Židovský (dnes Dětský) ostrov, Ďáblický hřbitov nebo krematorium v Moravské Ostravě.
Kromě architektury se zabýval především jevištní výpravou. Za svůj život vytvořil přes 400 výprav, z toho přes 200 pro Národní divadlo v Praze, další pak pro Divadlo na Vinohradech a Státní divadlo v Brně. Ke svým scénám navrhoval i kostýmy a masky. Spolupracoval s významnými režiséry, mj. s Karlem Hugem Hilarem, Karlem Dostalem, Janem Borem, Jiřím Frejkou, Alešem Podhorským, v opeře pak s Ferdinandem Pujmanem a Josefem Františkem Munclingrem.
Získal mezinárodní uznání i v zahraničí, např. v roce 1925 v Paříži na Světové výstavě, v roce 1937 opět v Paříži na Mezinárodní výstavě technického umění a v roce 1940 v Miláně na Mezinárodní výstavě scénografie.
Již od roku 1913 publikoval články o divadelní scénografii a rovněž kritiky v časopisech Styl, Volné směry, Umělecký měsíčník, Jeviště, apod.

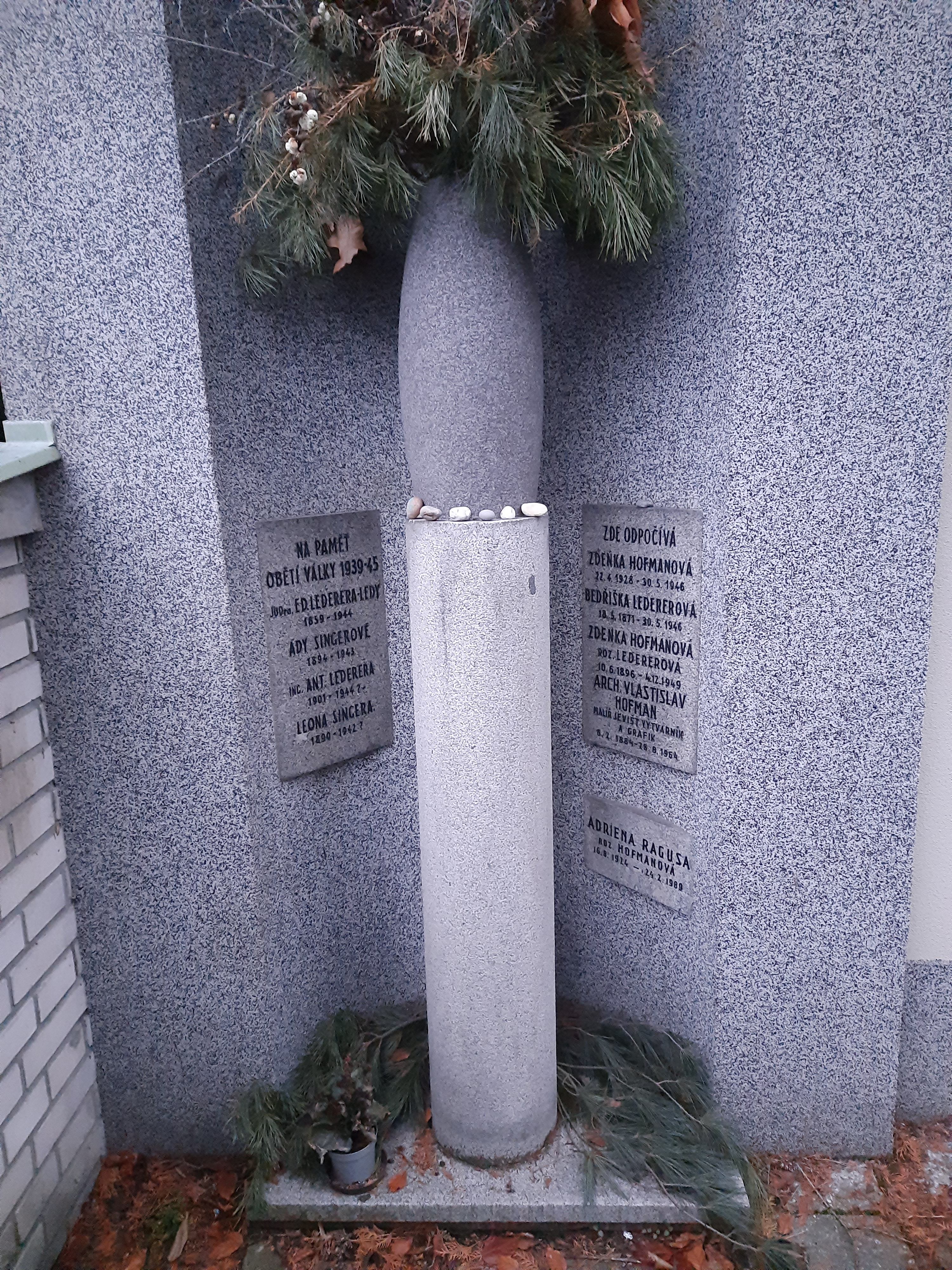
Hrob rodiny arch. Vlastislava Hofmana v Urnovém háji Krematoria Strašnice

Zemřel roku 1964 v Praze ve věku 80 let. Pohřben byl v Urnovém háji strašnického krematoria.

## Citát
| „                  | Podívejte se! To je! Co? Pane! Říkám mu ‚nebař‘. Právě jsem ho objevil. Nějaký Hofman! To nebe! Co? To je drama, pane! | “ |
| — Karel Hugo Hilar | |   |

## Dílo

### Architektura
- Přístavba Braunova domu (Nové Město Pražské, čp. 730, 1911)
- Zastavovací plán prostoru okolí Písecké brány (spolu s Vladimírem Zákrejsem, 1911) Byly zachovány čtyři bastiony (svaté Maří Magdalény, svatého Tomáše, svaté Ludmily a svatého Jiří). Návrhů jednotlivých domů se ujali: Jan Kotěra, František Roith, František Janda, František Kavalír, Josef Gočár, Alois Čenský, Friedrich Ohmann, Emil Králíček, Antonín Ausobský, Ladislav Skřivánek, Rudolf Stockar a František Bílek.[5]
- Západní zeď Ďáblického hřbitova se vstupní branou (1912–1914). Realizována byla pouze část projektu, který původně počítal i s obřadní síní.[5]
- Kubistický návrh jižního průčelí kláštera Na Slovanech (1913)
- Kubistický návrh zástavby Vyšehradu (1915)
- Krematorium v Moravské Ostravě, zbořeno 1979 (spolu s Františkem Menclem, 1923–1925)
- Vítězný ale nerealizovaný návrh Petřínské komunikace (1927)
- Jeden z vítězných návrhů na Nuselský most (1927)[6]
- Městská spořitelna v Moravkých Budějovicích (1927)[5]
- Architektonické řešení pomníku Arnošta Denise, Malostranské náměstí, Praha (1928, zbořeno 1941)
- Jiráskův most (spolu s Františkem Menclem, 1931–1933)
- Most na Dětský ostrov, původně Židovský ostrov (1933–1941)
- Most v Káraném (1936)
- Hrob Karla Hugo Hilara (1937)
- Další návrh na Nuselský most (1938)[6]
- Štefánikův most (spolu s Otakarem Šircem, 1949–1951)
- Most na Slovanský ostrov (1947–1949)[3]

### Design
- 1911 - 1913 Návrhy drobných předmětů pro Artěl[7]

### Vybraná scénická provedení

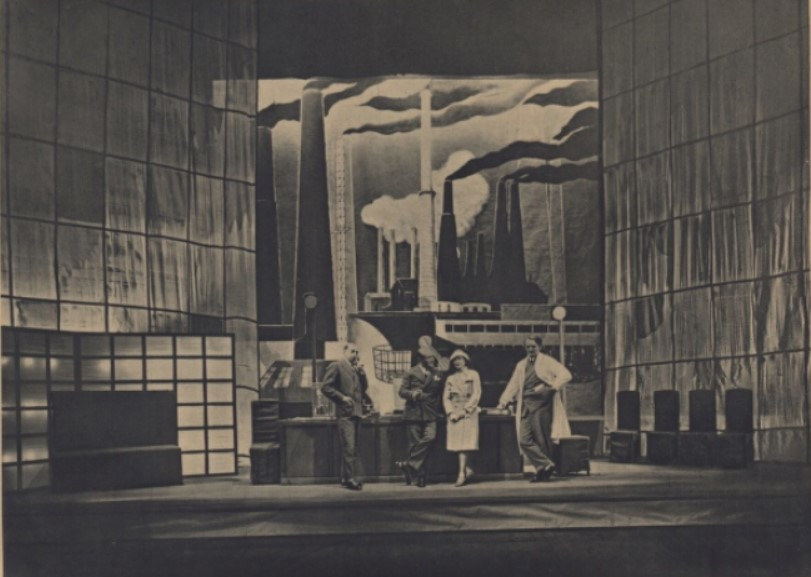
Vlastislav Hofman, scéna k Čapkovu R.U.R. (Městské divadlo na Král. Vinohradech 1929)

- 1920 Otokar Fischer: Herakles, Divadlo na Vinohradech, režie K.H.Hilar
- 1920 Fráňa Šrámek: Hagenbeck, Divadlo na Vinohradech, režie K. H. Hilar
- 1920 Charles Vildrac: Koráb Tenacity, Divadlo na Vinohradech, režie Václav Vydra
- 1920 William Shakespeare: Bouře, Divadlo na Vinohradech, režie K. H. Hilar
- 1920 August Strindberg: Slečna Julie, Divadlo na Vinohradech, režie Karel Vávra
- 1921 Otokar Fischer: Orloj světa, Divadlo na Vinohradech, režie Karel Dostal
- 1921 Eduard Lederer: Zrádce, Divadlo na Vinohradech, režie Karel Vávra
- 1921 August Strindberg: Pelikán, Divadlo na Vinohradech, režie Karel Dostal
- 1921 William Shakespeare: Coriolan, Národní divadlo, režie K. H. Hilar
- 1921 L. N. Tolstoj: Ona je vším vinna, Divadlo na Vinohradech, režie Karel Dostal
- 1922 Paul Claudel: Výměna, Divadlo na Vinohradech, režie Karel Dostal
- 1924 Jiří Mahen: Dezertér, Divadlo na Vinohradech, režie Bohuš Stejskal
- 1925 Sofoklés: Antigona, Národní divadlo, režie Karel Dostal
- 1926 Jan Bartoš: Hrdinové naší doby, Divadlo na Vinohradech, režie Jan Bor
- 1927 L. N. Sejfulina: Viriněja, Divadlo na Vinohradech, režie Jan Bor
- 1927 Henrik Ibsen: Stavitel Solness, Národní divadlo, režie Jaroslav Kvapil
- 1928 F. M. Dostojevskij, J. Bor: Zločin a trest, Divadlo na Vinohradech, režie Jan Bor
- 1929 František Langer: Velbloud uchem jehly, Národní divadlo, režie Vojta Novák
- 1929 Karel Čapek: R. U. R. (Divadlo na Vinohradech, 1929, režie Josef Kodíček)
- 1931 F. M. Dostojevskij, J. Bor: Bratři Karamazovi, Divadlo na Vinohradech, režie Jan Bor
- 1931 František Langer: Andělé mezi námi, Divadlo na Vinohradech, režie Jan Bor
- 1932 Jiří Mahen: Janošík, Divadlo na Vinohradech, režie Jan Bor
- 1932 Sofoklés: Král Oidipus, Národní divadlo, režie K. H. Hilar
- 1933 Miroslav Feldman: Zajíc, Divadlo na Vinohradech, režie Bohuš Stejskal
- 1933 bratří Mrštíkové: Maryša, Národní divadlo, režie K.H. Hilar
- 1934 F. M. Dostojevskij, J. Bor: Idiot, Divadlo na Vinohradech, režie Jan Bor
- 1934 William Shakespeare: Richard III., Divadlo na Vinohradech, režie Jan Bor
- 1934 Jacques Deval: Modlitba za živé, Divadlo na Vinohradech, režie Jan Bor
- 1937 A. Kornejčuk: Zkáza eskadry, Divadlo na Vinohradech, režie Bohuš Stejskal
- 1937 Karel Čapek: Bílá nemoc, Stavovské divadlo, režie Karel Dostal
- 1938 Emil Synek: Schůzka u pyramid, Divadlo na Vinohradech, režie František Salzer
- 1938 Karel Čapek: Matka, Národní divadlo, režie Karel Dostal
- 1939 Karel Čapek: R. U. R., Stavovské divadlo, režie Karel Dostal
- 1940 Stanislav Lom: Karel IV., Národní divadlo, režie Karel Dostal
- 1941 Vilém Werner: Půlnoční slunce, Divadlo na Vinohradech, režie Gabriel Hart
- 1941 F. M. Dostojevskij, J. Bor: Zločin a trest, Prozatímní divadlo, režie Jan Bor
- 1942 František Zavřel: Caesar, Národní divadlo, režie Jiří Frejka
- 1942 Bedřich Smetana: Dalibor, Národní divadlo, režie Ferdinand Pujman
- 1943 Fráňa Šrámek: Léto, Prozatímní divadlo, režie Vojta Novák
- 1945 A. Kornejčuk: Zkáza eskadry, Divadlo na Vinohradech, režie Bohuš Stejskal
- 1945 Karel Čapek: Matka, Stavovské divadlo, režie Karel Dostal
- 1946 N. F. Pogodin: Kremelský orloj, Stavovské divadlo, režie Aleš Podhorský
- 1948 A. N. Ostrovskij: Les, Národní divadlo, režie Aleš Podhorský
- 1952 A. N. Ostrovskij: Pozdní láska, Tylovo divadlo, režie František Salzer
- 1954 V. V. Ivanov: Obrněný vlak 14–69, Národní divadlo, režie František Salzer
- 1955 Antonín Zápotocký: Vstanou noví bojovníci, Tylovo divadlo, režie Jaroslav Průcha
- 1957 Otakar Jeremiáš: Bratři Karamazovi, Národní divadlo, režie Ferdinand Pujman

## Ocenění
- 1924 Státní cena
- 1954 Řád práce
- 1964 titul zasloužilý umělec (in memoriam)